# Karl Oskar Fjørtoft
Karl Oskar Fjørtoft (Ålesund, 26 luglio 1975) è un ex calciatore norvegese, di ruolo centrocampista.

## Carriera

### Club
Fjørtoft iniziò la carriera con la maglia dello Hødd. Debuttò nella Tippeligaen il 22 aprile 1995, schierato titolare nel pareggio per 1-1 contro lo Strindheim. Il 21 maggio segnò la prima rete nella massima divisione norvegese, nel 3-0 inflitto al Kongsvinger.
Nel 1996, passò al Rosenborg. Esordì in squadra il 14 aprile 1996, nella vittoria per 2-0 sul Molde. Con la squadra, si aggiudicò il campionato 1996. Nel 1997, il calciatore si trasferì al Molde, per cui giocò fino al 2002.
Passò poi all'Hammarby, in Svezia. Debuttò nella Allsvenskan nella vittoria casalinga per 3-0 sull'Elfsborg, in data 7 aprile 2003. Nella giornata successiva, segnò la prima rete e contribuì così al successo per 3-2 sul campo dell'Örebro.
Nel 2005 tornò in patria, per giocare nell'Aalesund. Vestì per la prima volta la maglia del club l'11 maggio, sostituendo Paulo dos Santos nella vittoria per 4-0 sull'Hareid, in un match valido per l'edizione stagionale della Coppa di Norvegia. La squadra retrocesse però in Adeccoligaen al termine del campionato. Segnò la prima rete per questa società il 17 settembre 2006, nella vittoria per 5-3 sull'Hønefoss. Contribuì così all'immediata promozione dell'Aalesund. Al termine del campionato 2008, la squadra non gli rinnovò il contratto. Firmò allora per l'Herd assieme all'ex compagno di squadra Lasse Olsen.